# Hans Niklaus
Hans Niklaus fue un deportista suizo que compitió en remo. Ganó tres medallas en el Campeonato Europeo de Remo entre los años 1930 y 1934.

## Palmarés internacional
| Campeonato Europeo | Campeonato Europeo | Campeonato Europeo | Campeonato Europeo |
| Año                | Lugar              | Medalla            | Prueba             |
| ------------------ | ------------------ | ------------------ | ------------------ |
| 1930               | Lieja (Bélgica)    | Medalla de plata   | Cuatro sin timonel |
| 1931               | París (Francia)    | Medalla de bronce  | Cuatro con timonel |
| 1934               | Lucerna (Suiza)    | Medalla de bronce  | Dos sin timonel    |